# Jastrebac (gmina Bujanovac)
Jastrebac (cyr. Јастребац) – wieś w Serbii, w okręgu pczyńskim, w gminie Bujanovac. W 2002 roku liczyła 19 mieszkańców.